# Estadi Gilbert Brutus
L'estadi Gilbert Brutus és un estadi de rugbi XIII de capacitat per a 13.000 persones situat a Perpinyà, a la Catalunya del Nord. D'ençà del 2007 és l'estadi on juguen els Dragons Catalans, un club que juga a la Superlliga europea de rugbi a 13.
L'estadi rep el nom de Gilbert Brutus en memòria del jugador, entrenador, directiu i àrbitre del rugbi XV, nascut el 2 d'agost de 1887 a Port-Vendres i mort, per la seva participació a la Resistència durant la Segona Guerra Mundial, el 7 de març de 1944 a Perpinyà.
L'estadi es va construir el 1962 i fins al 1998 va ser l'estadi de l'equip XIII Catalan abans que aquest migrés cap a l'estadi Jean-Laffon. Per tant, l'estadi va estar desocupat entre 1998 i 2006.
L'estadi Gilbert Brutus es troba al barri del Vernet i es troba al costat de l'hospital de Perpinyà, a prop de l'aeroport de la Llavanera.